# Sankt Stefan im Rosental
Sankt Stefan im Rosental é um município da Áustria, no distrito de Südoststeiermark, no estado da Estíria.